# Urocyon
Urocyons, Renards gris
Pour les articles homonymes, voir Renard gris.
Tribu
Genre

Urocyon, les Urocyons, sont un genre de mammifères carnivores de la famille des canidés originaire du continent américain. Bien qu’ils soient plus communément désignés sous le nom de « renard gris », ils ne sont ni apparentés aux vrais renards du genre Vulpes, ni de la tribu des Vulpini, ni aux canidés Sud Américains de la sous-tribu Cerdocyonina, mais forment une tribu à part du nom de Urocyonini. Un séquençage complet du génome indique que le genre Urocyon serait le plus basal parmi tout les canidés actuels.

## Étymologie
Le terme « Urocyon » dérive du grec ancien : οὐρά (ourá ; « queue ») + κύων (kúōn ; « chien »).

## Systématique et évolution
Les renards gris sont généralement reconnus comme un genre distinct, bien que Clutton-Brock, Corbet et Hills (1976) les aient placés dans le genre Vulpes et Van Gelder (1978) dans le genre Canis (sous-genre Vulpes). Urocyon littoralis a parfois été considéré comme conspecifique de Urocyon cinereoargenteus, mais des études récentes confirment qu’il s’agit d’espèces distinctes. Une population de U. cinereoargenteus de l’Isla Tiburón pourrait représenter une espèce à part entière.

### Espèces

#### Espèces actuelles
| Espèce                                                             | Localisation | Statut UICN |
| ------------------------------------------------------------------ | --- | ----------- |
| Renard gris d'Amérique (Urocyon cinereoargenteus) (Schreber, 1775) | Moitié sud de l’Amérique du Nord, du Sud du Canada au Nord de l’Amérique du Sud (Venezuela et Colombie), à l’exception des montagnes du Nord-Ouest des États-Unis. |             |
| Renard gris insulaire (Urocyon littoralis) Baird, 1857             | Îles Anglo-Normandes (Channel Islands) au large de la Californie méridionale.                                                                                      |             |

Les analyses morphologiques et moléculaires modernes placent Urocyon comme groupe frère de tous les autres canidés actuels. La divergence avec les autres lignées canidées remonterait à environ 16,5 millions d’années, tandis que la séparation entre les deux espèces actuelles daterait d’environ un million d’années,.

#### Espèces fossiles
| Espèce                | Auteur(s) et date    | Période et localisation du spécimen type |
| --------------------- | -------------------- | --- |
| †Urocyon citrinus     | Tedford et al., 2009 | Début de l’Irvingtonien, comté de Citrus, Floride. |
| †Urocyon galushai     | Tedford et al., 2009 | Fin du Blancan, vallée de San Simon, comté de Graham, Arizona. |
| †Urocyon minicephalus | Martin, 1974         | Fin de l’Irvingtonien, comté de Sumter, Floride. |
| †Urocyon progressus   | Stevens, 1965        | Début du Blancan, comté de Meade, Kansas. Une étude ultérieure a conclu que le matériel appartient bien au genre Urocyon, mais en raison de sa nature fragmentaire, il ne peut être diagnostiqué au niveau spécifique. |
| †Urocyon webbi        | Tedford et al., 2009 | Milieu de l’Hemphillien, comté de Citrus, Floride. |

### Renard de Cozumel
Le renard de Cozumel est un petit renard gris insulaire, en danger critique d’extinction, vivant sur l’île de Cozumel (Mexique). Le dernier signalement confirmé remonte à 2001, mais aucune étude spécifique approfondie n’a encore été menée. En septembre 2023, un individu vivant a été secouru sur une route avant d’être relâché,.
Ce renard n’a pas encore été décrit scientifiquement, mais il s’agit d’une forme naine insulaire comparable au renard insulaire. Il est toutefois légèrement plus grand, atteignant environ les trois quarts de la taille du renard gris. Aucun spécimen complet (peau ou crâne) n’est conservé dans les musées ; les connaissances proviennent surtout de sous-fossiles découverts lors de fouilles archéologiques de sites mayas datant de 1 500 à 500 ans. L’étude d’os de 12 individus adultes montre qu’il est extrêmement petit — environ 60 à 80 % de la taille corporelle des spécimens continentaux.  
Il est isolé sur Cozumel depuis au moins 5 000 ans, probablement bien plus longtemps, ce qui indiquerait qu’Urocyon a colonisé l’île avant l’arrivée des humains.

## Description
Les urocyons son des canidés aux dimensions relativement modestes, pesant généralement de 1,8 à 7 kg. Le renard gris insulaire (Urocyon littoralis) mesure de 48 à 50 cm de longueur tête-corps, tandis que le renard gris d’Amérique (Urocyon cinereoargenteus) mesure de 48 à 68,5 cm. Les renards insulaires, au moins 30 % plus petits, possèdent moins de vertèbres caudales que leurs homologues continentaux : 15–22 pour l’espèce insulaire, contre 21–22 pour l’espèce continentale.
La face, le dessus de la tête, le dos, les flancs et la majeure partie de la queue sont d’une teinte grise. La gorge, l’intérieur des pattes et la partie inférieure du corps sont blancs, tandis que les côtés du cou, les flancs inférieurs et la face ventrale de la queue sont d’une teinte roussâtre. Le pelage est grossier ; les poils le long de la ligne dorsale et sur le dessus de la queue portent des extrémités noires, formant une sorte de crin.

## Habitat et mode de vie
Les Urocyons occupent les zones boisées et les broussailles, souvent en terrain montagneux et accidenté. Seul le renard insulaire se rencontre dans l’ensemble des habitats des îles. Comme d’autres espèces de renards, les Urocyons creusent leurs propre terrier ou utilisent ceux d’autres animaux. Il peut également se reposer dans des arbres creux jusqu’à 9 m de hauteur. Si le renard gris d’Amérique a des tendances crépusculaires voire nocturnes, le renard insulaire est aussi actif en journée. Leur alimentation est principalement insectivore et fruigivore, les fruits et les graines occupant une proportion plus importante que chez les autres espèces de renards.